# Loyola beata
Loyola beata är en insektsart som först beskrevs av Walker 1860.  Loyola beata ingår i släktet Loyola och familjen guldögonsländor. Inga underarter finns listade i Catalogue of Life.